# Powerslave
Powerslave – piąty album studyjny heavymetalowej grupy Iron Maiden, wydany w 1984 roku. Został bardzo ciepło przyjęty przez fanów na całym świecie ze względu na mocne i szybkie kompozycje, a jego komercyjny sukces zaowocował jedną z największych i najlepszych tras koncertowych zespołu rozpoczęciem World Slavery Tour '84/85 – ogromne przedsięwzięcie, które obejmowało około 200 koncertów na całym świecie. Iron Maiden rozpoczęli koncerty 9 sierpnia 1984 w Polsce. Był to pierwszy występ zespołu heavymetalowego za "żelazną kurtyną". Trasa promująca Powerslave trwała ponad 13 miesięcy, w ciągu których popularność Maiden osiągnęła apogeum na całym świecie. Sama trasa koncertowa doczekała się oficjalnego wydania pod tytułem Live After Death zawierająca nagranie z dwóch wyprzedanych przez fanów wieczorów w hali Long Beach Arena w Los Angeles.
Powerslave to kolejny album, który zyskał miano platynowej płyty, oraz obecnie ostatni album Iron Maiden zawierający instrumentalny utwór oraz przez wiele lat najdłuższy utwór napisany przez lidera Steve Harrisa "Rime of the Ancient Mariner trwający prawie 14 minut. Album promowały dwa single "2 Minutes to Midnight" i "Aces High". Album ostatecznie osiągnął pozycję 1 w Wielkiej Brytanii i 12 w USA, sprzedając się w ciągu kilkunastu miesięcy w ponad 4 milionach egzemplarzy. Wynik ten stanowił przełom komercyjny w historii grupy. 

## Lista utworów
1. "Aces High" (Harris) – 4:32
2. "2 Minutes to Midnight" (Dickinson, Smith) – 6:03
3. "Losfer Words (Big 'Orra)" (Harris) – 4:15
4. "Flash of the Blade" (Dickinson) – 4:05
5. "The Duellists" (Harris) – 6:06
6. "Back in the Village" (Dickinson, Smith) – 5:02 (5:22 na reedycji z 1998 r.)
7. "Powerslave" (Dickinson) – 7:11 (6:51 na reedycji z 1998 r.)
8. "Rime of the Ancient Mariner" (Harris) – 13:38

## Twórcy

### Wykonawcy
- Bruce Dickinson – wokal
- Dave Murray – gitara elektryczna
- Adrian Smith – gitara elektryczna
- Steve Harris – gitara basowa
- Nicko McBrain – perkusja

### Produkcja
- Martin Birch – producent, inżynieria dźwięku, miksowanie
- Frankie Gibson – asystent
- Bruce Buchhalter – asystent
- George Marino – mastering
- Simon Hayworth – remastering
- Derek Riggs – grafika na okładce
- Moshe Brakha – zdjęcia
- Ross Halfin – zdjęcia (tylko na reedycji z 1998)
- Rod Smallwood – menedżer
- Andy Taylor – menedżer